# Гетерандія формоза
Гетера́ндія формо́за, або формо́за (Heterandria formosa) — риба родини пецилієвих. Вважається найменшою з акваріумних риб. Цей вид належить до найдрібніших риб у світі (7-а найменша за станом на 1991) і є найменшою рибою Північної Америки. Формоза водиться у водоймах Північної Кароліни і Флориди.

## Опис рибки
Самці цих риб завдовжки 2 сантиметри, самки — до 3 сантиметрів. Формоза — скромна за забарвленням і невиразна за своєю поведінкою риба. Однак, це зручний об'єкт для утримання акваріумістами-початківцями. Якщо немає акваріума, її можна тримати навіть у трилітровій банці.
Формоза корисна в акваріумі тим, що оберігає розкішний підводний ландшафт від надмірного заростання водоростями. Формози не винищують водорості повністю, а істотно пригнічують їхній розвиток, перешкоджають розповсюдженню.
Оптимальна температура води для утримання цього виду 20-25 °C, однак формози здатні виживати при її пониженні до 15 °C.
Дорослі риби і мальки не віддають перевагу якомусь з кормів.

## Розмноження
Самка за один раз народжує 3-5 повністю сформованих рухливих мальків. При наявності в акваріумі достатньої кількості рослин, що плавають на поверхні (ричія плаваюча, водяний салат тощо), можна бути впевненим, що мальки себе добре почувають і їм ніщо не загрожує. Новонароджених мальків формоз не можуть упіймати навіть такі рухливі та спритні риби як червоні неони, пецилії, неолебіаси, пецилобрикони, конго і навіть лабео. У заростях, що плавають на поверхні води, мальки знаходять не тільки притулок, а й перший харч.
При нормальному температурному режимі мальки народжуються досить часто. Через деякий час їх може бути до 50, але вони не перевантажують загальний вигляд композиції.
Риби будуть жвавими і весь час здатні розмножуватися лише за умови регулярного і різноманітного годування. Люблять формози живих циклопів, невеликих дафній, добре промитий трубочник, різноманітні штучні корми.